# Домарев, Владимир Сергеевич
Владимир Сергеевич Домарев (февраль 1897, Бахмут — 23 апреля 1947, Норильск) — советский горный инженер, геолог, специалист по геологии и разведке рудных месторождений; один из основоположников теории метаморфогенного рудообразования и металлогении докембрия; лауреат Государственной премии СССР.

## Биография
Родился в 1897 году в Бахмуте. Его отец горный инженер Сергей Николаевич Домарев в это время работал там на соляных копях. В 1908 году Домаревы переехали в Санкт-Петербург.
В 1915 году Владимир Сергеевич поступает в Ленинградский Горный институт, по стопам своего отца. Но через год обучение Домарева значительно оттягивается призывом на службу в Красную армию, и лишь в 1921 году он возвращается чтобы продолжить своё обучение. 

В 1925 году поступает в Геологический комитет (Геолком) в Ленинграде и буквально сразу же отправляется в экспедицию на 6 месяцев в Норильск для обследования горы Рудной. А в 1933 его переводят на службу в Западно-Сибирское ГРУ. Руководил разведкой и изучением месторождений цветных металлов (Минусинский район, Хакасия, Садонское месторождении).

В 1937 году арестован на 10 лет по ст. 58. Местом ссылки был Норильск, в течение всего срока принимал участие в геологических работах. Освобожден в марте 1946 года без права выезда. Работал главным инженером Геологического управления комбината. Зверски убит во время ограбления кабинете уголовниками 23 апреля 1947 года.